# 1900年代の日本
1900年代の日本（1900ねんだいのにほん）では、1900年代の日本の出来事・流行・世相などについてまとめる。
日本の元号では、明治33年から42年に当たる。

## できごと

### 1900年
- 3月10日 - 治安警察法制定。
- 台湾協会学校（のちの拓殖大学）が富士見町に開校する。

### 1901年
- 12月1日 - 東海道本線急行列車に食堂車が連結される。
- 足尾鉱毒事件：田中正造が明治天皇への直訴を試みる。

### 1902年
- 1月30日 - 日英同盟締結。

### 1903年
- 5月22日 - 第一高等学校の生徒であった藤村操が華厳滝で自殺。

### 1904年
- 翌年にかけて日露戦争が起こる。

### 1905年
- 9月5日 - ポーツマス条約調印。
- 11月17日 - 第二次日韓協約締結。

### 1906年
- 3月3日 - 伊藤博文が韓国統監府の初代統監に就任。
- 3月31日 - 鉄道国有法が公布・施行される。これによって翌年までに私鉄の多くが国有となる。

### 1907年
- 7月24日 - 第三次日韓協約締結。

### 1908年
- 6月22日 - 赤旗事件が起こる。

### 1909年
- 10月26日 - ハルビン (哈爾浜) 駅において、満州視察のために訪問した伊藤博文が安重根によって暗殺される。

## 戦争と政治

### 政治
山縣内閣
- 第2次山縣内閣

伊藤内閣
- 第4次伊藤内閣

桂園時代
- 桂園時代 - 桂太郎・西園寺公望が1901年から1913年まで政権を交互に担当。

桂内閣
- 第1次桂内閣
- 第2次桂内閣

西園寺内閣
- 第1次西園寺内閣

### 戦争
- 日露戦争

## 人物
- 山縣有朋（1838年 - 1922年）
- 伊藤博文（1841年 - 1909年）
- 田中正造（1841年 - 1913年）
- 大山巌（1842年 - 1916年）
- 桂太郎（1848年 - 1913年）
- 東郷平八郎（1848年 - 1934年）
- 西園寺公望（1849年 - 1940年）
- 乃木希典（1849年 - 1912年）
- 河野広中（1849年 - 1923年）
- 星亨（1850年 - 1901年）
- 那珂通世（1851年 - 1908年）
- 児玉源太郎（1852年 - 1906年）
- 片山東熊（1854年 - 1917年）
- 小村壽太郎（1855年 - 1911年）
- 頭山満（1855年 - 1944年）
- 末松謙澄（1855年 - 1920年）
- 浅井忠（1856年 - 1907年）
- 田中舘愛橘（1856年 - 1952年）
- 海老名弾正（1856年 - 1937年）
- 植村正久（1858年 - 1925年）
- 井上円了（1858年 - 1919年）
- 片山潜（1859年 - 1933年）
- 秋山好古（1859年 - 1930年）
- 柴五郎（1860年 - 1945年）
- 根津嘉一郎（1860年 - 1940年）
- 日比翁助（1860年 - 1931年）
- 釈宗演（1860年 - 1919年）
- 内村鑑三（1861年 - 1930年）
- 戸水寛人（1861年 - 1935年）
- 森鷗外（1862年 - 1922年）
- 牧野富太郎（1862年 - 1957年）
- 徳富蘇峰（1863年 - 1957年）
- 明石元二郎（1864年 - 1919年）
- 杉山茂丸（1864年 - 1935年）
- 津田梅子（1864年 - 1929年）
- 川上音二郎（1864年 - 1911年）
- 伊藤左千夫（1864年 - 1913年）
- 村井弦斎（1864年 - 1927年）
- 池田菊苗（1864年 - 1936年）
- 長岡半太郎（1865年 - 1950年）
- 竹越與三郎（1865年 - 1950年）
- 山路愛山（1865年 - 1917年）
- 狩野亨吉（1865年 - 1942年）
- 東城鉦太郎（1865年 - 1929年）
- 小杉天外（1865年 - 1952年）
- 黒田清輝（1866年 - 1924年）
- 山田寅次郎（1866年 - 1957年）
- 河口慧海（1866年 - 1945年）
- 中村不折（1866年 - 1943年）
- 原撫松（1866年 - 1912年）
- 正岡子規（1867年 - 1902年）
- 夏目漱石（1867年 - 1916年）
- 南方熊楠（1867年 - 1941年）
- 藤島武二（1867年 - 1943年）
- 宮武外骨（1867年 - 1955年）
- 飯野吉三郎（1867年 - 1944年）
- 上田萬年（1867年 - 1937年）
- 徳冨蘆花（1868年 - 1927年）
- 広瀬武夫 （1868年 - 1904年）
- 石光真清（1868年 - 1942年)
- 秋山真之（1868年 - 1918年)
- 新海竹太郎（1868年 - 1927年）
- 岡田三郎助（1869年 - 1939年）
- 鈴木大拙（1870年 - 1966年）
- 鳥居龍蔵（1870年 - 1953年）
- 相馬愛蔵（1870年 - 1954年）
- 幸徳秋水（1871年 - 1911年）
- 堺利彦（1871年 - 1933年）
- 宮崎滔天（1871年 - 1922年）
- 国木田独歩（1871年 - 1908年）
- 川上貞奴（1871年 - 1946年）
- 島崎藤村（1872年 - 1943年）
- 田山花袋（1872年 - 1930年）
- 山室軍平（1872年 - 1940年）
- 添田唖蝉坊（1872年 - 1944年）
- 桃中軒雲右衛門（1873年 - 1916年）
- 泉鏡花（1873年 - 1939年）
- 河東碧梧桐（1873年 - 1937年）
- 朝河貫一（1873年 - 1948年）
- 内田良平（1874年 - 1937年）
- 菱田春草（1874年 - 1911年）
- 鹿子木孟郎（1874年 - 1941年）
- 上田敏（1874年 - 1916年）
- 豊竹呂昇（1874年 - 1930年）
- 野口米次郎（1875年 - 1947年）
- 光村利藻（1877年 - 1955年）
- 大谷光瑞（1876年 - 1948年）
- 北澤楽天（1876年 - 1955年）
- 押川春浪（1876年 - 1914年）
- 与謝野晶子（1878年 - 1942年）
- 尾竹竹坡（1878年 - 1936年）
- 牧野省三（1878年 - 1929年）
- 正宗白鳥（1879年 - 1962年）
- 櫻井忠温（1879年 - 1965年）
- 荻原碌山（1879年 - 1910年）
- 瀧廉太郎（1879年 - 1903年）
- 青木繁（1882年 - 1911年）
- 和田三造（1883年 - 1967年）